# Michiko af Japan
Kejserinde Michiko af Japan (født 20. oktober 1934 i Tokyo som Michiko Shōda (正田 美智子 Shōda Michiko)) var  kejserinde af Japan fra 7. januar 1989 - 30. april 2019. 
Hun er gift med den tidligere kejser Akihito af Japan og blev kejserinde, da han besteg tronen den 7. januar 1989. Det var hun til den 30. april 2019, hvor hun sammen med sin mand abdicerede og overlod tronen til deres ældste søn kronprins Naruhito (den senere kejser).

## Baggrund
Michiko er datter af Hidesaburo Shōda, som var en af sønnerne af grundlæggeren af Nissin Flour Milling Co. og senere blev koncernchef for samme selskab. Hun fik en universitetsuddannelse ved det private kvindeuniversitet Seishin Joshi Daigaku i Tokyo, hvor hun studerede sprog og litteratur. Hun har også studeret ved Harvard University i USA og University of Oxford i Storbritannien.

## Ægteskab og børn
Michiko blev gift med kronprins Akihito i 1959. Kejserparret kom på Japans trone, krysantemumtronen, efter at kejser Hirohito døde i 1989.
Parret har tre børn:
- Kejser Naruhito af Japan, født 1960
- Prins Fumihito, født 1965
- Prinsesse Sayako, født 1969

## Dekorationer
- Danmark: Ridder af Elefantordenen (R.E.)  (1998)[4]
- Norge: Storkorset af Sankt Olavs Orden (No.St.O.1.)  (2001)[5]